# Фрицо, Помгайбог Кристалюб
Помгайбог Кристалюб Фрицо, немецкий вариант — Готхельф Христлиб Фрице (н.-луж. Pomgajbog Kristalub Fryco, нем.  Gotthelf Christlieb Fritze, 17 октября 1744 года, Голкойце, Лужица, Королевство Саксония — 18 марта 1815 года, Котбус, Саксония) — лютеранский священнослужитель, нижнелужицкий писатель и поэт. Старший брат лужицкого филолога и писателя Яна Бедриха Фрицо.
Родился в 1744 г. в семье лютеранского настоятеля в городе Кольквиц (Голгойце). После получения школьного образования изучал лютеранскую теологию в городе Галле. С 1767 года — лютеранский священнослужитель в деревне Кальквиц и с 1771 — архидьякон в серболужицком храме в Котбусе, где служил до своей кончины в 1815 году.
Написал на нижнелужицком языке несколько богословских сочинений и стихотворных произведений: «Zaspy! Ty luba wjas, lažyš w popjele zas» (1774), «Powitarski kjarliž» (1797), «Luby serbski lud!» (1797). В 1774 году перевёл на нижнелужицкий язык немецкое произведение «Die Ordnung des Heils und der Seligkeit», которое выдержало 13 изданий.
Сочинения
- Die Ordnung des Heils und der Seligkeit, 1774
- Niederlausizke serbske prjatkarske knigły. Chośebuz 1792
- Prjatkowanje na prědnu njeźelu po tśoch kralach. Chośebuz 1796
- Bjatowarske knigły. Chośebuz 1797
- Te słušnosće togo kśesćijana. Chośebuz 1802
- Ta hordnunga togo strowja. 1813